# Дэвис, Карл (актёр)
Карл Дэ́вис (англ. Karl Davies; род. 6 августа 1982 года) — английский актёр, который сыграл Лайла Андерсона в сериале Кингдом. Также он снялся в роли Роберта Сагдена в мыльной опере Emmerdale ITV.

## Биография
Дэвис родился в Стокпорте (графство Большой Манчестер). Он начал свою актёрскую карьеру на телевидении в 2000 году.

## Избранная фильмография

### Фильмы
| Год  | Фильм                         | Роль                   | Пометки         |
| ---- | ----------------------------- | ---------------------- | --------------- |
| 2006 | Я и она                       | Дэмиен                 | короткометражка |
| 2007 | Дельфины                      | Брент Блэк             |                 |
| 2007 | Очень британский секс-скандал | Джон "Джонни" Рэйнолдс | телефильм       |
| 2014 | Чёрное море                   | Лиам                   |                 |
| 2014 | Дом для Рождества             | Мэтт Джонс             |                 |
| 2014 | Тихий час                     | Джуд                   |                 |
| 2015 | Виртуоз                       | Зигмунд                | телефильм       |

### Телевидение
| Год             | Сериал                      | Роль               | Пометки                             |
| --------------- | --------------------------- | ------------------ | ----------------------------------- |
| 2001            | Чисто английское убийство   | Дэнни Ллойд        | эпизод: Crush                       |
| 2001—2005, 2009 | Эммердейл                   | Роберт Сагден      |                                     |
| 2007—2009       | Питер Кингдом вас не бросит | Лайл Андерсон      |                                     |
| 2010            | Убийства в Мидсомере        | Люк Вудли          | эпизод: The Made for Measure Murder |
| 2012            | Игра престолов              | Алтон Ланнистер    | 3 эпизода                           |
| 2013            | Синдикат                    | Люк                | 6 эпизодов                          |
| 2014            | Счастливая долина           | Дэниел Кэвуд       | 9 эпизодов                          |
| 2015            | Мой безумный дневник        | Роб                | 3 эпизода                           |
| 2016            | Короткие встречи            | Тэрри              | 6 эпизодов                          |
| 2019            | Чернобыль                   | Виктор Проскуряков | 1 эпизод                            |
| 2022            | Малыш                       | Джек               |                                     |

## Интересные факты
- По данным Internet Movie Database, Дэвис говорит по-французски и увлекается многими видами спорта, включая спортивную езду на велосипеде, плавание и гимнастику. Он играет на гитаре и бас-гитаре.
- Рост 1,75 м.